# トヨタ・KDエンジン
トヨタ・KDエンジンは、トヨタ自動車の水冷直列4気筒ディーゼルエンジンの系列である。
1KD-FTVは、コースター用を除き、日本国内で乗用登録となるディーゼルエンジンとしては、前任の1KZ同様、トヨタのラインナップ中最大排気量である。

## 系譜
- エンジン型式一覧の自動車用エンジンの系譜を参照。

## 型式
2000年（平成12年）7月登場
ディーゼルエンジン
水冷直列4気筒DOHCターボ 電子制御コモンレール直接噴射
なお、トヨタ製のプレジャーボートに搭載される「M1KD-V」は本エンジンをベースに開発されたものである。

### 1KD-FTV - 3000cc
- （初）ランドクルーザープラド90系（KDJ9#）
- （初）4ランナー/ハイラックスサーフ180系（KDN18#）
- ランドクルーザープラド120系（KDJ12#）
- 4ランナー/ハイラックスサーフ210系（KDN21#）
- ダイナ 1トンシリーズ/トヨエース 1トンシリーズ（KDY2##）
- ハイエース/レジアスエース（KDH2##）（2型～4型）

※ハイエース200系用エンジンでは、後述の2KD-FTVと同じくオイルフィルターの小型化が行われており、それ以前のエンジンとはオイルフィルターの互換性がない。

国内市場では大きな出力の向上は行われなかったが、海外市場向けでは127 kW/410 Nmや140 kW/420 Nmといった仕様も存在する。

### 2KD-FTV - 2500cc
- ダイナ／トヨエース（KDY200系）
- ハイエース/レジアスエース（KDH2##）（1型）
- フォーチュナー
- イノーバ
- ハイラックス/ハイラックスヴィーゴ

※このエンジンでは、ディーゼルエンジンのND型エンジンと同じく、オイルフィルターの小型化が行われた。